# Rubén Chávez
Rubén Chávez (* 1953 in Torreón, Coahuila; † 3. Oktober 2013 ebenda), auch bekannt unter dem Spitznamen El Gato (dt. Die Katze), war ein mexikanischer Fußballspieler auf der Position des Torwarts und späterer Torwarttrainer bei seinem Heimatverein Santos Laguna.

## Leben
“El Gato” Chávez begann seine Profikarriere bei seinem Heimatverein CF Laguna, für den er sein Debüt in der mexikanischen Profiliga in einem Heimspiel der Saison 1973/74 gegen den Club América gab, das 1:1 endete.
1975 wechselte er zum Club Universidad de Guadalajara, mit dem er in den Spielzeiten 1975/76 und 1976/77 jeweils Vizemeister der mexikanischen Liga wurde.
Nach insgesamt acht Spielzeiten in Diensten der Leones Negros wechselte Chávez 1983 zu einem anderen Universitätsverein und beendete seine aktive Laufbahn in der Saison 1983/84 beim Club U.A.N.L..
Kurz vor seinem 60. Geburtstag starb Chávez an einem Kreislaufstillstand.

## Erfolge
- Mexikanischer Vizemeister: 1976 und 1977